# 伯特·库克
伯特·E·库克（英語：Bert E. Cook，1929年4月26日—1998年11月24日），美国NBA联盟前职业篮球运动员。